# Анекдоты о Путине

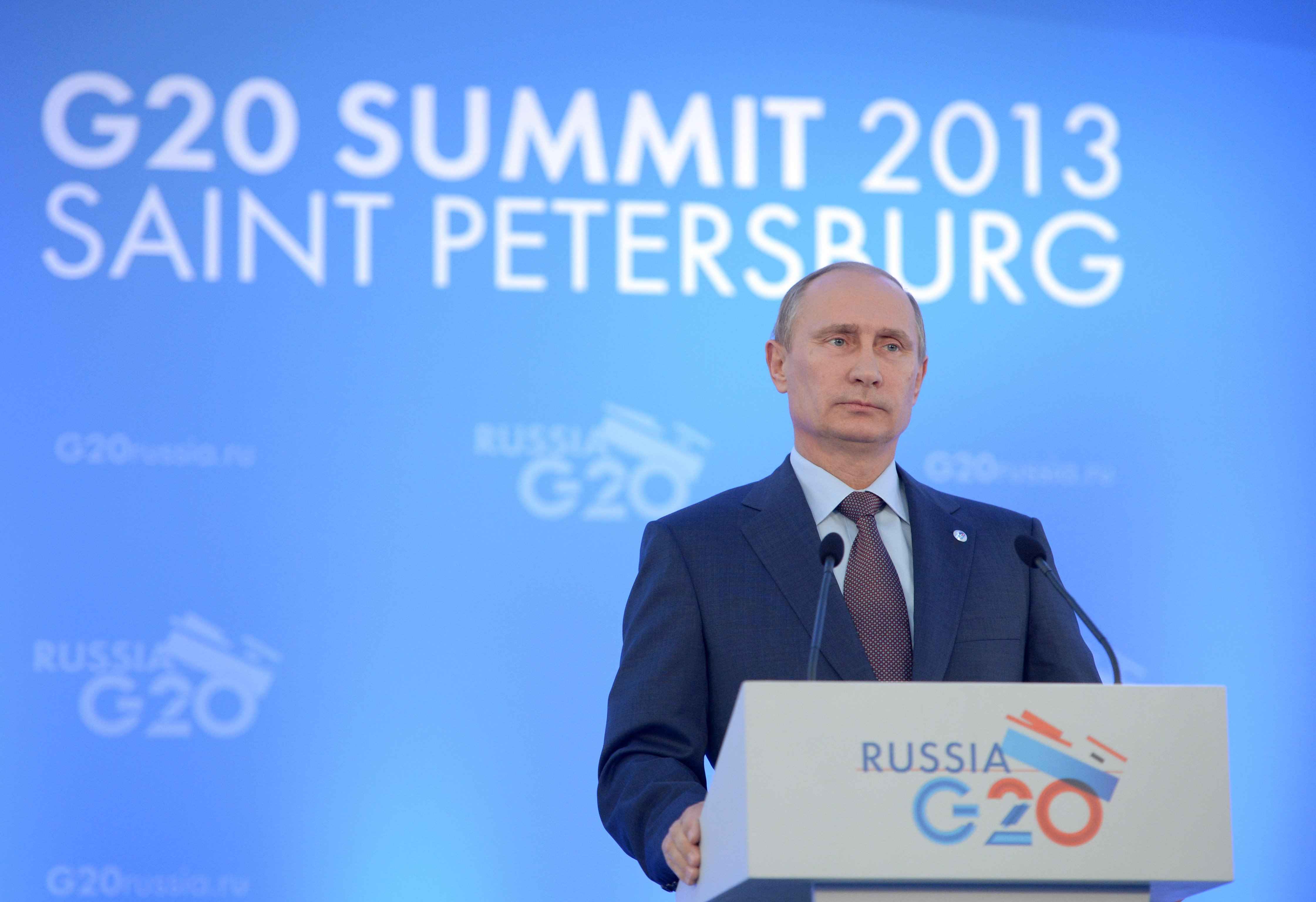
Владимир Путин на саммите G20 в Санкт-Петербурге. 2013 год

Анекдоты о Путине — цикл анекдотов о президенте России Владимире Путине, условно входящий в циклы об известных людях (наряду с анекдотами о Чапаеве, о Ленине, о Брежневе и др.). Как цикл исследовались фольклористом Александрой Архиповой, которая относит их появление к 2000 году, то есть ко времени прихода Путина к власти. Существуют как традиционные сатирические, так и провластные анекдоты о Путине. 
В 2001 году в Санкт-Петербурге вышел сборник 110 анекдотов о Путине тиражом 5 тысяч экземпляров. Около 300 анекдотов о Путине были переведены на финский язык в печатном сборнике «Putin tulee kylään».

## Сюжеты и история
Анекдоты о Путине имеют разные сюжеты. Базовым стала связь с советскими временами, в частности служба Путина в КГБ или восстановление музыки советского гимна в гимне России. Дальше анекдотами стало сопровождаться почти каждое крупное медийное событие, число которых стало больше, чем при Ельцине. Анекдоты стали охватывать практически все аспекты президентства Путина: фальсификации выборов, тандем Медведев—Путин, уничтожение санкционного продовольствия, автомобиль «LADA Kalina» и др.

### Провластные сюжеты
Ранние анекдоты о Путине часто имеют провластный тон. Например, роспуск «НТВ» связан с анекдотом, где журналистке Светлане Сорокиной популярно объяснили в Кремле, что бывают не только мужские, но и женские сортиры. В другом провластном анекдоте на вопрос «Ху из мистер Путин?» следует ответ: «Путин из нот ху! Клинтон ху из!» Согласно Архиповой, в первой половине 2000-х годов в цикле о Путине новые сюжеты активно публиковались в бумажной прессе, в том числе региональной. Когда анекдоты о Путине в начале и середине 2000-х годов только начали возникать, некоторые сюжеты этого цикла заимствовались из советских анекдотов об Андропове и Сталине. Процент советской составляющей в цикле о Путине этого периода выше, чем в новых — 12 % по сравнению с 7 %. Примером советского анекдота, переделанного под Путина, может быть анекдот, изначально упоминающий Сталина на Тегеранской конференции:

На встрече большой восьмёрки Тони Блэр, чтобы позлить Путина, сказал:
— А мне сегодня приснилось, что меня назначили президентом Земли!
Буш поддакнул:
— А мне приснилось, что меня назначили президентом Вселенной!
Путин медленно отпивает кофе и спокойно отвечает:
 — А мне приснилось, что я никого не утвердил.
В 2004 году появился анекдот о деле «ЮКОСа»:

Приходит к Путину Ходорковский и говорит:
— Владимир Владимирович, ну вот я там всё отдал: деньги я отдал, «ЮКОС» отдал, с налоговой поделился — ну, может, я уже уеду за границу?

— Ну как же, Михаил Борисович, а посидеть на дорожку?
В 2012 году в рунете обсуждалось появление анекдотов о Путине на официальном сайте тогдашнего министра культуры РФ Владимира Мединского.

### Сатирические сюжеты
Провластные анекдоты о Путине сменились сатирическими, как это было с анекдотами о Брежневе, где дружелюбные сменились высмеивающими. Но среди ранних анекдотов о Путине были и сатирические, несколько таких существовало ещё в 2000 году, например:

Привезли чукчам северный завоз: консервы, газеты, телевизор, радио. Чукча рассказывает другому чукче: 
— Телевизор включаю — там Путин. Радио включаю — там Путин. Газету открываю — и там Путин. Консервы, однако, боюсь открывать...
Встречи Путина с простыми людьми и традиционные прямые линии с ним с различными жалобами породили, например, такой анекдот:

— Владимир Владимирович, это делегация учителей! Мы давно хотим к вам попасть, но у нас совсем нет денег!

— Ничего страшного, заходите так.
По меньшей мере один анекдот обыгрывает один из путинизмов:

Появился новый вид «галерных рабов»: сидят сверху, гребут к себе.
Так же как и анекдот о большой восьмёрке или о «ЮКОСе», некоторые анекдоты о Путине можно приблизительно датировать по упоминанию в них других реалий. Например, после начала производства «Путинки» в 2003 году появился такой анекдот:

— Почему будёновка — это шапка, хрущёвка — квартира, а «Путинка» — водка?

— Так деды воевали, отцы строили, а мы пьём.
Когда председателем Центральной избирательной комиссии РФ был Владимир Чуров, появился, в частности, такой анекдот:

Чуров Путину:
— Для вас две новости: хорошая
и плохая.
— Начните с хорошей.
— Вы победили!
— А плохая?

— За вас никто не проголосовал!
Этот анекдот был рассказан Борисом Немцовым в 2011 году, когда он заявил: «Мне кажется, что Путин будет держаться за Чурова до последнего, потому что Чуров — это тот фокусник, который может сфальсифицировать всё что угодно».
В 2020 году, когда Владимир Путин ввёл режим самоизоляции в связи с пандемией COVID-19, в интернете появился анекдот, высмеивающий отсутствие со стороны властей государственной поддержки бизнеса в достаточном объёме:

Заходит Путин в бар и говорит:
— Всем пива за счёт заведения!
Впоследствии депутат государственной думы Леонид Калашников рассказал этот анекдот в эфире ток-шоу «60 минут», которое идёт на федеральном телеканале «Россия 1», однако Путин в анекдоте был заменён на главу Министерства финансов Российской Федерации Антона Силуанова.
После вторжения России на Украину в 2022 году появился анекдот, который стал популярным среди политиков ЕС:

Путина после смерти отправили в ад. Но поскольку у него было хорошее поведение, ему разрешили спуститься в Москву. Он спустился, прогулялся, зашёл в московский бар, заказал рюмку водки и спрашивает бармена:
— Крым наш?
— Да, Крым наш, — ответил бармен.
— А Донбасс наш?
— Да, Донбасс наш.
— Ну, а Киев тоже наш?
— Конечно, тоже наш.
Путин с удовольствием выпил рюмку и потом говорит:
— А сколько я должен заплатить?

— 100 гривен.
В Рязанской области завели уголовное дело о «дискредитации» армии за анекдот про отступление российских войск из Херсона:

— Сергей, а почему мы отступаем от Херсона?

— Володя, так ты же сам приказал освободить Украину от фашистов и нацистов…
В 2024 году ямальский оленевод Енкся Пяк на встрече с Путиным сказал ему: «Путина каждый ребёнок в тундре знает. Скажет: „Мама, у меня путинские деньги есть, купи мне молоко!“, а мама говорит: „А молоко где куплю, магазина-то в тундре нет“».

## Отношение Путина
Когда в 2002 году Путин на свой 50-летний юбилей получил в подарок сборник анекдотов о нём, он, по некоторым сообщениям, ответил, что ценит хороший юмор, и пообещал всё прочесть.
Во время традиционной прямой линии 15 июня 2017 года Путин так выразил своё отношение к анекдотам о нём: «Нет, я их не помню, вы думаете, я их запоминаю, что ли? Я ни одной книжки про себя не прочитал, а анекдоты уж точно не запоминаю». При этом в том же году отмечалось, что сам Путин «очень любит травить анекдоты и рассказывать разные байки во время своих публичных выступлений».